# Râul Ioniță
Râul Ioniță este un râu din România, afluent al râului Râiosu. 